# Temporada de furacões no oceano Atlântico de 1982
A temporada de furacões no Atlântico de 1982 foi uma temporada de furacões no Atlântico extremamente inativa, com cinco tempestades tropicais nomeadas e uma tempestade subtropical. Duas tempestades tornaram-se furacões, uma das quais atingiu o estatuto de grande furacão. A temporada começou oficialmente em 1 de junho de 1982 e durou até 30 de novembro de 1982. Estas datas delimitam convencionalmente o período de cada ano em que a maioria dos ciclones tropicais se formam na bacia Atlântica. A atividade começou cedo com a formação do furacão Alberto no primeiro dia da época. Alberto ameaçou a costa Sudoeste da Flórida como uma tempestade tropical, atravessando a costa no sudeste do Golfo do México e causando 23 mortes em Cuba. O próximo sistema, uma tempestade subtropical, formou-se no final de junho e afetou a mesma área que Alberto, causando danos de $10 milhões USD.
A tempestade tropical Berilo formou-se a 28 de agosto, após um julho tranquilo no Oceano Atlântico aberto. Berilo passou perto de Cabo Verde, matando 3 pessoas. No início de setembro três depressões tropicais formaram-se logo atrás de Berilo, a leste e a norte do Mar das Caraíbas. Logo após a dissipação de Berilo, em 9 de setembro a tempestade tropical Chris se formou no Golfo do México. Chris manteve uma tempestade fraca, atingindo a costa perto de Sabine Pass, Texas, e se dissipando sobre a terra em 13 de setembro. O furacão Debby foi a próxima tempestade e a mais forte da temporada. O estágio de formação de Debby produziu chuvas em Porto Rico e logo se fortaleceu em um furacão maior de categoria 4. Debby passou pela Terra Nova em 18 de setembro e se fundiu com uma baixa não tropical em 20 de setembro. Em meados de setembro, a depressão tropical seis formou-se a oeste da África e seguiu a oeste-noroeste, dissipando-se antes de chegar às ilhas de Sotavento em 20 de setembro. Sua atividade de tempestade remanescente continuou se movendo para oeste-noroeste, formando a depressão tropical sete que se moveu perto das Bermudas em 25 de setembro antes de dissipar a costa da Nova Escócia. A tempestade final da temporada, A tempestade tropical Ernesto, foi o sistema de menor duração e permaneceu no mar, dissipando-se em 3 de outubro.

## Resumo sazonal
A estação foi muito inativa devido ao forte cisalhamento do vento vertical devido a ventos de oeste mais fortes do que o normal no alto. O cisalhamento do vento foi contribuído por uma variedade de fatores, incluindo um El Niño extremamente forte. O cisalhamento vertical do vento era forte o suficiente para interromper a convecção em áreas de tempo perturbado, de modo que não pudessem se desenvolver mais. O El Niño que afetou esta época de furacões prolongou-se até à temporada de furacões no Atlântico de 1983. Valores superiores à média da poeira mineral Africana durante a parte mais ativa da temporada de furacões poderiam também ter suprimido a atividade dos ciclones tropicais.
A atividade da época reflectiu-se com uma classificação cumulativa de energia ciclónica acumulada (ECA) de 32, que é classificada como "abaixo do normal". A ECA é, em termos gerais, uma medida do poder do furacão multiplicado pelo período de tempo em que existiu, pelo que as tempestades que duram muito tempo, bem como os furacões particularmente fortes, têm altos ECAs. O ECA é calculado apenas para avisos completos sobre sistemas tropicais com ou superior a 63 km/h ou intensidade de tempestade tropical. Embora oficialmente, os ciclones subtropicais sejam excluídos do total, a figura acima inclui períodos em que as tempestades tropicais estavam em fase subtropical.

## Sistemas

### Furacão Alberto
Em 1 de junho, uma depressão tropical se formou no oeste de Cuba a partir de um sistema organizado de nuvens. Moveu-se lentamente para nordeste através do Golfo do México, e fortaleceu-se na tempestade tropical Alberto em 3 de junho. Alberto viajou geralmente para o nordeste em um curso errático e se intensificou brevemente para um furacão de categoria 1, um dos primeiros furacões de junho e a data mais antiga de um furacão no Oceano Atlântico desde o Furacão Alma em maio de 1970. Devido ao fortalecimento do cisalhamento vertical do vento, Alberto rapidamente enfraqueceu em uma tempestade tropical, dobrou de volta para o oeste e se dissipou perto de Florida Keys em 6 de junho. Alberto é um exemplo de uma tempestade que entra no Golfo do México e se dissipa sem nunca atingir a terra, o que é um evento incomum.
Embora a tempestade nunca tenha atingido a costa, 23 mortes foram relatadas em Cuba devido a inundações significativas, a pior em 32 anos. O sul da Flórida experimentou chuvas moderadas, com um pico de 418 mm ocorrendo em Tavernier.

### Tempestade subtropical Um
A primeira tempestade subtropical da estação formou-se no centro-leste do Golfo do México em 18 de junho e mudou-se para nordeste durante todo o seu ciclo de vida. Cruzou a península da Flórida naquela noite, causando a emissão de numerosos avisos de tempestades e tornados severos. O ciclone também deixou chuvas fortes, atingindo um pico de 272 mm 13 km a sudoeste do Condado de DeSoto, Flórida. A tempestade continuou, atravessando as margens exteriores da Carolina do Norte, e manteve a sua força até 20 de junho, quando se tornou extratropical perto da Terra Nova. O ciclone causou três mortes na Flórida, afundou uma traineira de pesca na costa da Carolina do Norte e causou US $10 milhões em danos (1982 USD). Este foi o único ciclone subtropical ou tropical a impactar a costa leste nesta temporada.

### Tempestade tropical Beryl
Em 27 de agosto uma onda tropical bem desenvolvida saiu da África e no dia seguinte, evoluiu para uma depressão tropical e, pouco depois, intensificou-se para a tempestade tropical Berilo. Em 29 de agosto, passou a sul de Cabo Verde, continuando a intensificar-se na sua via oes-noroeste. Uma característica de olho apareceu na convecção em 31 de agosto, sugerindo ventos de quase furacão; como a característica estava localizada no lado oeste da convecção profunda e a tempestade era ligeiramente assimétrica, a intensidade foi mantida logo abaixo do estado de furacão. Pouco depois, o forte cisalhamento do vento fez com que a tempestade se deteriorasse, deixando a circulação de baixo nível exposta no lado oeste. A Berilo enfraqueceu para uma depressão tropical no dia seguinte devido à falta de convecção e continuou para oeste sem remodelação. Em 5 de setembro, um voo de reconhecimento para a depressão encontrou ventos de 105 km/h; este foi considerado não representativo da intensidade real, uma vez que foi registado numa linha de precipitação. A depressão tornou-se desorganizada mais uma vez e, em 6 de setembro, já não era identificável nos satélites.
No início da sua duração, a tempestade tropical Berilo produziu fortes chuvas e rajadas de vento na Ilha de Cabo Verde do Sal. A tempestade causou danos moderados em todo o arquipélago, totalizando US $ 3 milhões (1982 USD). A passagem de Berilo resultou em três vítimas na Ilha Brava, bem como em 122 feridos. No período posterior à passagem da tempestade, os Estados Unidos prestaram ajuda humanitária e assistência económica ao país, ajudando o arquipélago a inverter os efeitos de Berilo.

### Depressão tropical Três
Este sistema formou-se a leste das Pequenas Antilhas em 6 de setembro, a sudeste da tempestade tropical Berilo, no Oceano Atlântico Norte tropical. A depressão mudou-se para nordeste das Ilhas Sotavento durante a tarde de 7 de setembro, enquanto experimentava cisalhamento do vento vertical sudoeste, e mudou-se para o Sudoeste do Atlântico Norte antes de se dissipar a leste das Bahamas em 9 de setembro.

## Nomes das tempestades
A seguinte lista de nomes foi utilizada para tempestades nomeadas e foi utilizada para tempestades nomeadas formadas no Atlântico Norte em 1982. Cada nome utilizado esta época foi utilizado pela primeira vez. Não houve nomes aposentados desta lista depois da época, por isso foi utilizada novamente na temporada de 1988.
| - Alberto - Beryl - Chris - Debby - Ernesto - Florence (sem usar) - Gilbert (sem usar) | - Helene (sem usar) - Isaac (sem usar) - Joan (sem usar) - Keith (sem usar) - Leslie (sem usar) - Michael (sem usar) - Nadine (sem usar) | - Oscar (sem usar) - Patty (sem usar) - Rafael (sem usar) - Sandy (sem usar) - Tony (sem usar) - Valerie (sem usar) - William (sem usar) |

## Efeitos sazonais
Esta é uma tabela de todas as tempestades que se formaram na temporada de furacões no Atlântico de 1982. Inclui o nome, a duração, a classificação e intensidades dos picos, as zonas afectadas, os danos e os totais de mortes. As mortes entre parênteses são adicionais e indirectas (um exemplo de morte indirecta seria um acidente de viação), mas ainda estavam relacionadas com essa tempestade. Os danos e mortes incluem totais enquanto a tempestade foi extratropical, uma onda ou baixa, e todos os números de danos são em 1982 USD.
| Escala de Furacões de Saffir-Simpson |    |    |   |   |   |   |   |
| DT                                   | TS | TT | 1 | 2 | 3 | 4 | 5 |

| Nome da tempestade  | Datas ativo                   | Categoria da tempestade no pico de intensidade | Vento Max 1-min km/h (mph) | Press. min. (mbar)    | Áreas afetadas                                               | Danos (USD) | Mortos | Refs  |
| ------------------- | ----------------------------- | ---------------------------------------------- | -------------------------- | --------------------- | ------------------------------------------------------------ | ----------- | ------ | ----- |
| Alberto             | 1–6 de junho                  | Furacão Categoria 1                            | 85 mph (135 km/h)          | 985 hPa (29.09 inHg)  | Cuba, Flórida                                                | $85 000 000 | 23     | [ 7 ] |
| Um                  | 18–20 de junho                | Tempestade subtropical                         | 70 mph (115 km/h)          | 984 hPa (29.06 inHg)  | Sudoeste dos Estados Unidos, Províncias atlânticas do Canadá | $10 000 000 | 3      |       |
| Beryl               | 28 de agosto – 6 de setembro  | Tempestade tropical                            | 70 mph (115 km/h)          | 989 hPa (29.21 inHg)  | Cabo Verde                                                   | $3 000 000  | 3      |       |
| Três                | 6–9 de setembro               | Depressão tropical                             | 35 mph (55 km/h)           | 1012 hPa (29.88 inHg) | Nenhum                                                       | Nenhum      | Nenhum |       |
| Chris               | 9–12 de setembro              | Tempestade tropical                            | 65 mph (105 km/h)          | 994 hPa (29.35 inHg)  | Sudoeste dos Estados Unidos                                  | $2 000 000  | Nenhum |       |
| Debby               | 13–20 de setembro             | Furacão Categoria 4                            | 130 mph (210 km/h)         | 950 hPa (28.05 inHg)  | Porto Rico, Hispaniola, Bermudas, Terra Nova                 | Menor       | Nenhum |       |
| Seis                | 16–20 de setembro             | Depressão tropical                             | 35 mph (55 km/h)           | Desconhecido          | Nenhum                                                       | Nenhum      | Nenhum |       |
| Sete                | 24–27 de setembro             | Depressão tropical                             | 35 mph (55 km/h)           | 1007 hPa (29.74 inHg) | Nenhum                                                       | Nenhum      | Nenhum |       |
| Ernesto             | 30 de setembro – 3 de outubro | Tempestade tropical                            | 70 mph (115 km/h)          | 997 hPa (29.44 inHg)  | Nenhum                                                       | Nenhum      | Nenhum |       |
| Totais da temporada |                               |                                                |                            |                       |                                                              |             |        |       |
| 9 sistemas          | 1 de junho – 3 de outubro     |                                                | 130 mph (210 km/h)         | 950 hPa (28.05 inHg)  |                                                              | $100 milhão | 29     |       |